# Capel (Australia)
Capel – miasto w Australii, w stanie Australia Zachodnia.